# Ormosia howii
Ormosia howii (tên tiếng Anh: Hainan Ormosia) là một loài loài thực vật họ Đậu (Fabaceae).
Loài này chỉ có ở Trung Quốc, nhưng hiện đã tuyệt chủng.